# Mithuna parva
Mithuna parva är en fjärilsart som beskrevs av Alfred Ernest Wileman 1911. Mithuna parva ingår i släktet Mithuna och familjen björnspinnare. Inga underarter finns listade i Catalogue of Life.